# Luhya (volk)

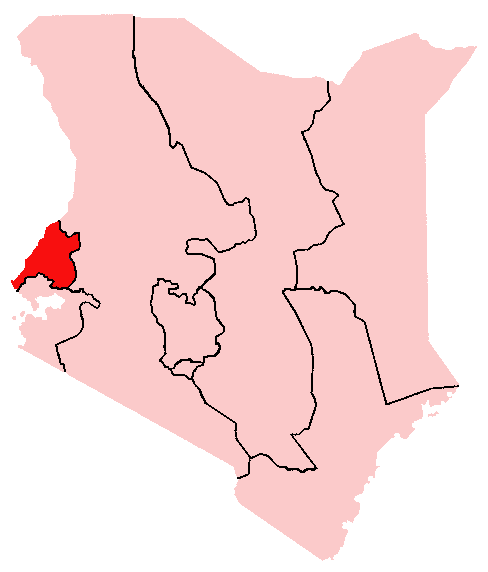
Magharibi, een provincie van Kenia en woonplaats van de Luhya.

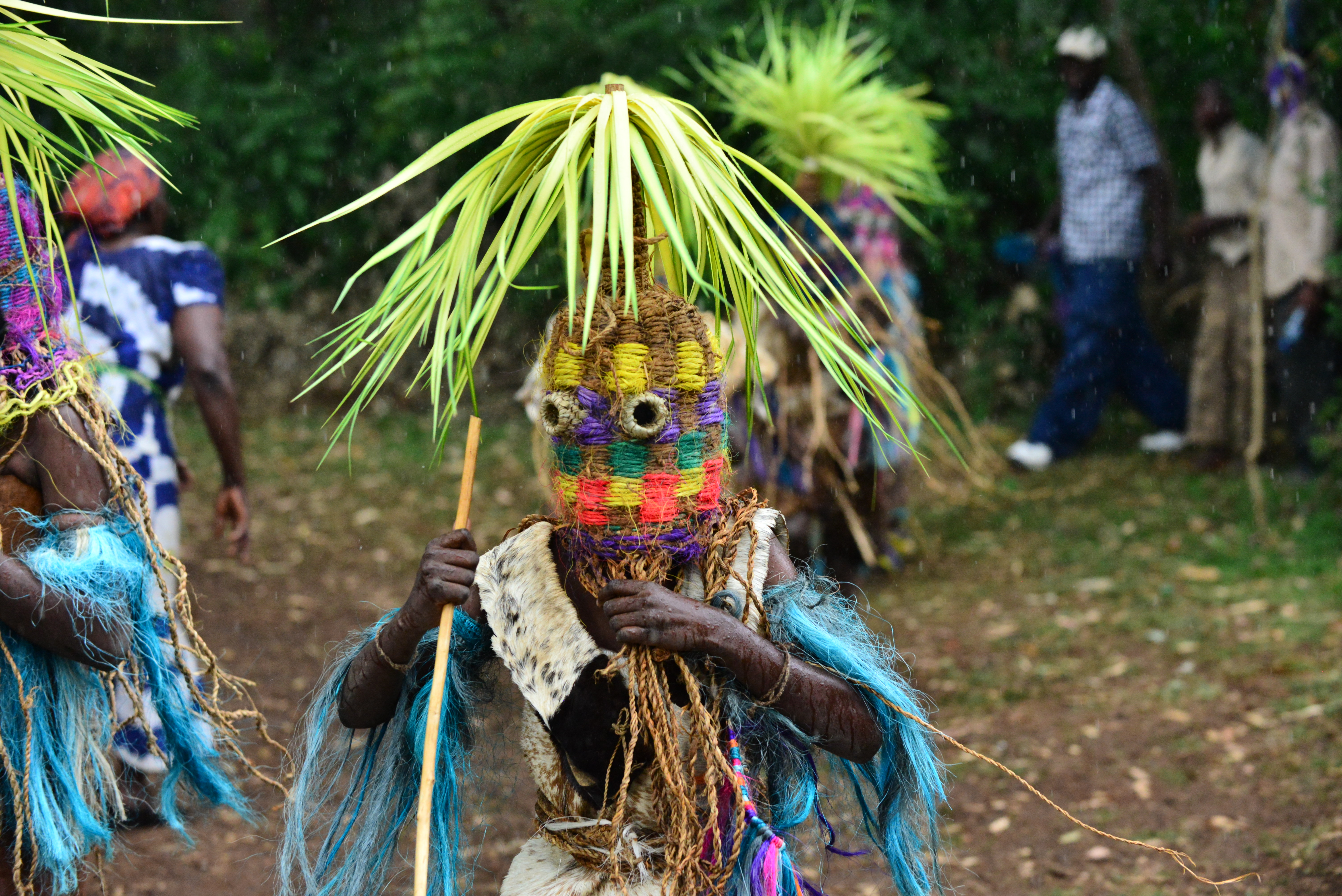
Tiriki

De Luhya, (ook bekend als Abaluhya of Luyia) is een Bantoe-volk in Kenia. Het is de op een na grootste groep in het land. Kleine groepen Luhya leven tevens in buurlanden Oeganda en Tanzania. Er zijn ongeveer 5,4 miljoen Luhya, 14% van de totale bevolking van Kenia, die 38,5 miljoen bedraagt.
Luhya verwijst naar zowel het volk als de taal. Er zijn 16 stammen, die samen de Luhya vormen. Elke stam beschikt over een eigen dialect van het Luhya. Het woord "Luhya" (Luyia) betekent in alle dialecten van de taal "clan", en "Abaluhya" betekent letterlijk "mensen van de clan".

## Stammen
| Stam                 | Dialect    | ISO code | Regio                             |
| -------------------- | ---------- | -------- | --------------------------------- |
| Bukusu               | Lubukusu   | bxk      | Bungoma (Kenia)                   |
| Idakho               | Luidakho   | ida      | Kakamega (Kenia)                  |
| Isukha               | Luisukha   | ida      | Kakamega (Kenia)                  |
| Kabras               | Lukabarasi | lkb      | Kakamega (Kenia)                  |
| Khayo                | Olukhayo   | lko      | Busia (Kenia)                     |
| Kisa                 | Olushisa   | lks      | Butere-Mumias (Kenia)             |
| Avalogoli (Maragoli) | Lulogooli  | rag      | Maragoli, Vihiga (Kenia)          |
| Marachi              | Olumarachi | lri      | Busia (Kenia)                     |
| Marama               | Olumarama  | lrm      | Butere-Mumias (Kenia)             |
| Nyala                | Lunyala    | nle      | Busia (Kenia)                     |
| Nyole                | Olunyole   | nyd      | Vihiga (Kenia)                    |
| Samia                | Lusamia    | lsm      | Busia (Kenia), Kakamega (Oeganda) |
| Tachoni              | Lutachoni  | lts      | Lugari, Malava (Kenia)            |
| Tiriki               | Lutirichi  | ida      | Vihiga (Kenia)                    |
| Tsotso               | Olutsotso  | lto      | Kakamega (Kenia)                  |
| Wanga                | Oluwanga   | lwg      | Butere-Mumias (Kenia)             |